# Domfront (Orne)
Domfront település Franciaországban, Orne megyében. Lakosainak száma 3473 fő (2018. január 1.). Domfront Saint-Bômer-les-Forges, Saint-Brice és Lucé községekkel határos.

## Népesség
A település népességének változása:
| Lakosok száma | 3674 | 3991 | 4354 | 4410 | 4262 | 3901 | 3687 | 4407 | 3459 | 3473 |
|               | 1962 | 1968 | 1975 | 1990 | 1999 | 2008 | 2013 | 2016 | 2017 | 2018 |